# Талалаевка
{{НП-Украина
```
|статус                  = посёлок
|русское название        = Талалаевка
|оригинальное название   = Талалаївка
|подчинение              = общинный центр
|герб                    = Talalayivka.jpg
|флаг                    = 
|lat_dir = N |lat_deg = 50 |lat_min = 49 |lat_sec = 47.69
 |lon_dir = E |lon_deg = 33 |lon_min = 8 |lon_sec = 54.53
|область                 = Черниговская область 
|
 Черниговская
|область в таблице       = 
|вид района              =
|район                    = Прилукский район
|район в таблице          = Прилукский район
|
Прилукский
|община                   = Талалаевская поселковая община
|община в таблице         = Талалаевская поселковая община
|
Талалаевская поселковая 
|вид главы               = 
|глава                   = 
|дата основания          = 
1870 год

|первое упоминание       = 
|прежние имена           = 
|статус с                = 2024
|площадь                 = 8,96
|высота центра НП        = 
|климат                  = 
 |население              = 3973
[
1
]
[
2
]
.
```

## Географическое положение
На западной окраине протекает река Детюковка (приток реки Лысогор), на восточной — Олава.

## История
После строительства в этой местности в 1873 году железной дороги, в 1877 году в связи со строительством железнодорожной станции возникло поселение. Название взято от названия села Талалаевка (с 1926 Сильченково), находящегося рядом.
В 1914 году в Талалаевке открылась земская школа.
С 1933 года Талалаевка — центр одноимённого района.
В ходе Великой Отечественной войны с 16 сентября 1941 до 16 сентября 1943 года селение находилось под немецкой оккупацией. С первых дней оккупации здесь начала действовать советская подпольная организация, но в начале ноября 1941 года 12 подпольщиков были выявлены и повешены гитлеровцами.
Решением исполкома Сумского областного Совета депутатов трудящихся от 27 февраля 1958 года посёлок железнодорожной станции Талалаевка и село Шокодьково Шокодьковского сельского Совета, посёлок совхоза «Барсуковщина» Королевщинского сельского Совета и населённый пункт Зарудье Сильченковского сельского Совета Талалаевского района объединены в один населённый пункт Талалаевка, который отнесен к категории поселков городского типа.
В 1975 году численность населения составляла 4,4 тыс. человек, здесь действовали маслодельный завод, хлебный завод, кирпичный завод и пищекомбинат.
В январе 1989 года численность населения составляла 5771 человек.
По состоянию на 1 января 2013 года численность населения составляла 5071 человек.

## Транспорт
Ж.д. станция на линии Бахмач — Ромодан.